# Tom Hedegaard
Tom Hedegaard (16. april 1942 på Frederiksberg – 6. august 1998 i Ugledige) var en dansk filminstruktør og manuskriptforfatter. 
Hedegaard lærte faget som filminstruktør helt fra bunden på Nordisk Film fra 1960. 
Han var instruktørassistent for Palle Kjærulff-Schmidt, Henning Carlsen og især Erik Balling, hvis højre hånd han var på en lang række film og tv-serier, bl.a. filmene om Olsen Banden og Matador, samt tv-serien Huset på Christianshavn, hvor han også selv instruerede halvdelen af afsnittene. 
Debut som instruktør og manuskriptforfatter fik han i 1970 med filmen Ska' vi lege skjul efterfulgt af Affæren i Mølleby og Skytten. 
Han var medinstruktør på Når Engle Elsker og teknisk instruktør på Max von Sydows Ved Vejen, Kaspar Rostrups Dansen med Regitze, Liv Ullmanns Sofie og instruktørassistent på tv-serien Bryggeren. 
Selv stod han for instruktionen af hele den populære tv-serie Landsbyen. 
I 1991 fik han tildelt en ærespris ved Robert-uddelingen for sin mangeårige indsats for dansk film. 
Tom Hedegaard døde af en hjerneblødning i 1998, 56 år gammel, midt under optagelserne til den absolut sidste Olsen-banden-film – Olsen-bandens sidste stik. Han ligger begravet på Allerslev Kirkegård nær Præstø.

## Filmografi
- Ska' vi lege skjul? (1970)
- Huset på Christianshavn (1970-1977)
- Affæren i Mølleby (1976)
- Skytten (1977)
- Når engle elsker (1985)
- Landsbyen (1993-1996)
- Olsen-bandens sidste stik (1998)